# Esaias Reusner (1618-1679)
Esaias Reusner (vóór 1618 - vóór 1 mei 1679), ook wel Esaias Reusner de Oudere genoemd, was een Duitse componist en luitspeler.

## Levensloop
Reusner werd geboren in Silezië. In 1636 woonde hij met zijn echtgenote Blandina Reich vermoedelijk in Löwenberg, want op 29 april van dat jaar werd in deze plaats hun zoon Esaias geboren. In 1643 overleed Blandina en bleven vader en zoon achter.
Reusner was als luitspeler in dienst bij het het hof te Bernstadt tot in ieder geval 1645. In 1645 en 1646 verbleven vader en zoon vermoedelijk enige tijd in Danzig. In 1646/1647 verhuisden ze om religieuze redenen naar Breslau. Het is niet bekend hoe Reusner zich na deze verhuizing in zijn levensonderhoud voorzag.
Net als de geboortedatum is ook de overlijdensdatum van Reusner niet overgeleverd. In 1660 was hij in ieder geval nog in leven, omdat hij toen zijn zegen gaf aan het huwelijk van zijn zoon. Ook is duidelijk dat hij in ieder geval reeds was overleden toen zijn zoon op 1 mei 1679 stierf.

## Werken
In 1645 publiceerde Reusner te Breslau zijn enige muziekbundel: Musicalischer Lust-Garten, das ist Herren D. Martini Lutheri, wie auch anderer gottseliger (der Reinen Augspurgischen Confession zugethaner) Männer geistliche Kirchen- und Hauss-Lieder. Deze bundel bevat 98 protestantse koralen, geschikt om te spelen op een luit in renaissancestemming. Reusner heeft hierbij gekozen voor de Franse tabulatuur. De bundel was door hem opgedragen aan de burgemeester en stadsraad van Danzig.